# Synagoge (Bruchsal)

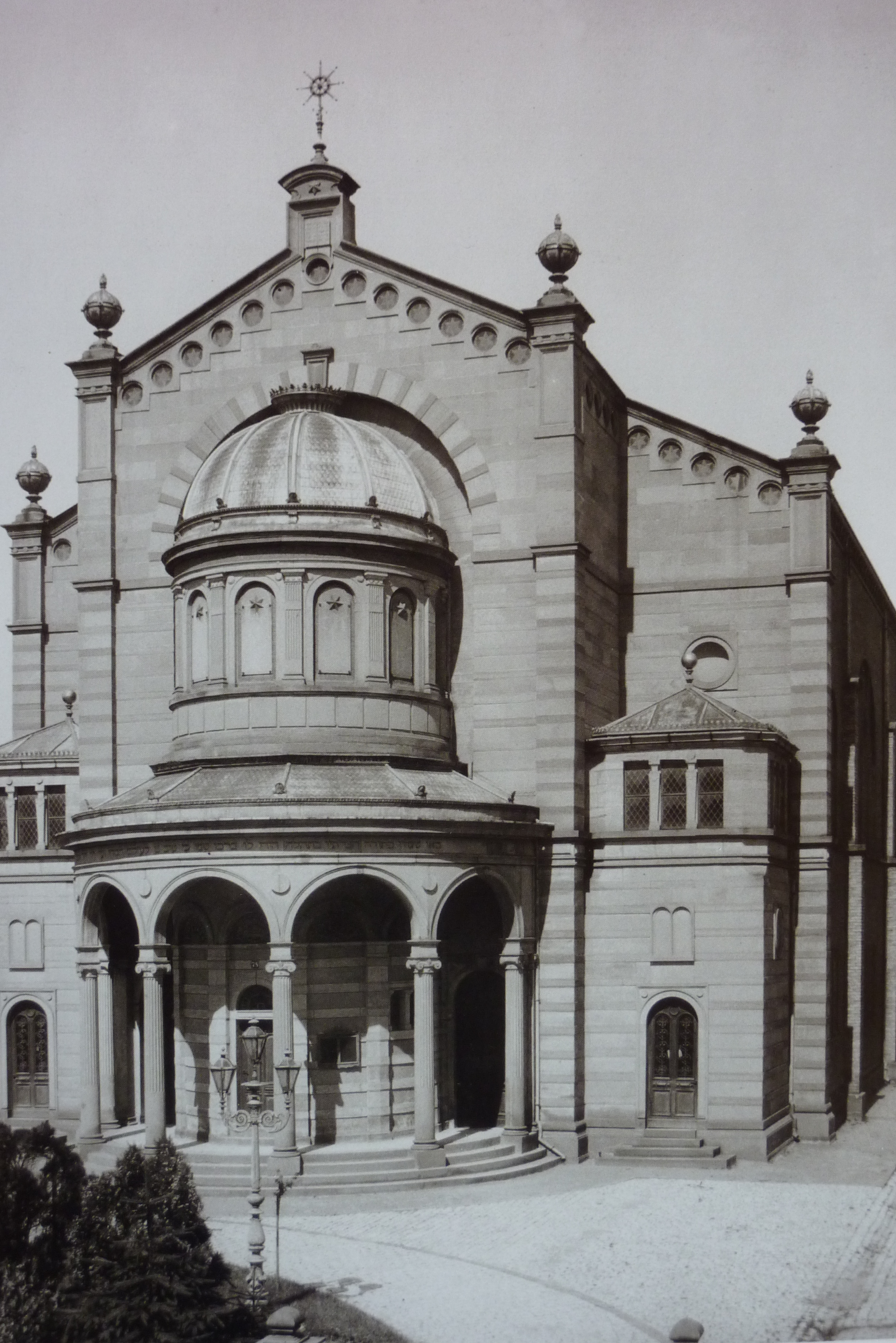
Ehemalige Synagoge in Bruchsal

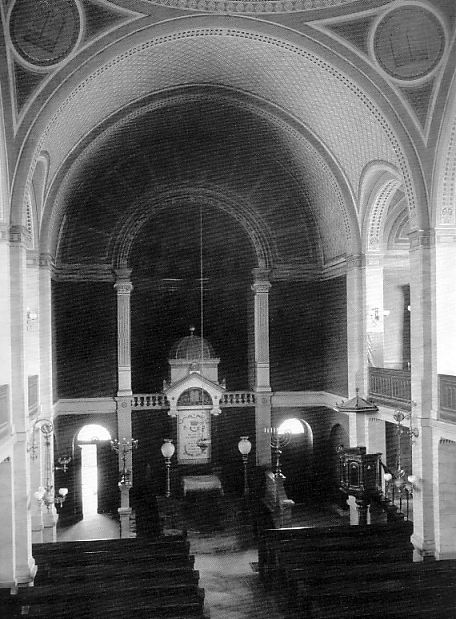
Innenansicht der Synagoge

Die Synagoge in Bruchsal, einer Stadt im Landkreis Karlsruhe im nördlichen Baden-Württemberg, wurde 1880/81 errichtet und während der Novemberpogrome 1938 zerstört.

## Geschichte
Die neuzeitliche jüdische Gemeinde Bruchsal hatte zunächst einen Betsaal in einem Privathaus. Das Gebäude in der Huttenstraße 2 wurde im Zweiten Weltkrieg zerstört.
Im Jahr 1802 wurde ein eigenes Synagogengebäude auf dem Grundstück Friedrichstraße 78 erbaut. Da diese Synagoge im Laufe des 19. Jahrhunderts für die wachsende Zahl der Gemeindemitglieder zu klein geworden war, wurde 1878 ein Neubau an gleicher Stelle beschlossen. Am 10. Juni 1880 wurde der Grundstein gelegt und am 16. September 1881 konnte die Einweihung erfolgen. Die Architekten waren Jakob Henkenhaf und Friedrich Ebert aus Heidelberg.

## Zeit des Nationalsozialismus
Während der Novemberpogrome 1938 wurde die Synagoge auf Befehl des SA-Standartenführers August Eberlein in Brand gesteckt und zerstört.

## Architektur
Die Synagoge war im Neorenaissance-Stil erbaut. Der Fassadenvorbau erinnerte an den Tempietto des Donato Bramante in Rom und besaß Ähnlichkeiten mit dem Felsendom in Jerusalem. Dieser wurde als Abbild des Jerusalemer Tempels betrachtet.
Von 1926 bis 1928 wurde der gesamte Innenraum der Synagoge von dem in Bruchsal gebürtigen Maler Leo Kahn (1894–1983) ausgemalt.
Das vor der Estrade des Toraschreins angebrachte schmiedeeiserne Gitter mit den flankierenden Leuchtern war eine Arbeit des Künstlers Benno Elkan (1877–1960).
Die Synagoge hatte Frauenemporen und eine Orgel. Der Besucher betrat, wegen der Lage des Grundstücks, von Osten die Synagoge und musste am Toraschrein vorbeigehen, dem er dadurch den Rücken zuwandte.

## Gedenken
Nach 1945 wurde auf dem Grundstück der Synagoge ein Feuerwehrhaus errichtet. 1966 wurde eine Gedenktafel für die Synagoge angebracht. Im Jahr 2000 wurde eine neue Gedenktafel enthüllt.